# Ciferal
A Ciferal (sigla para Comércio e Indústria de Ferro e Alumínio) foi uma encarroçadora de ônibus brasileira. A empresa foi fundada primeiramente em 1955, se instalando na época em Ramos, na cidade do Rio de Janeiro e, em 1992, transferiu-se para Xerém, no município de Duque de Caxias. Em 2001 foi adquirida pela empresa Marcopolo, que a transformou numa das maiores unidades de fabricação de ônibus da empresa para todo o Brasil, com ênfase na produção de veículos urbanos. No ano de 1992, a empresa Ciferal concluira a abertura de sua sede no Rio Grande do Sul.

## História

### Ciferal

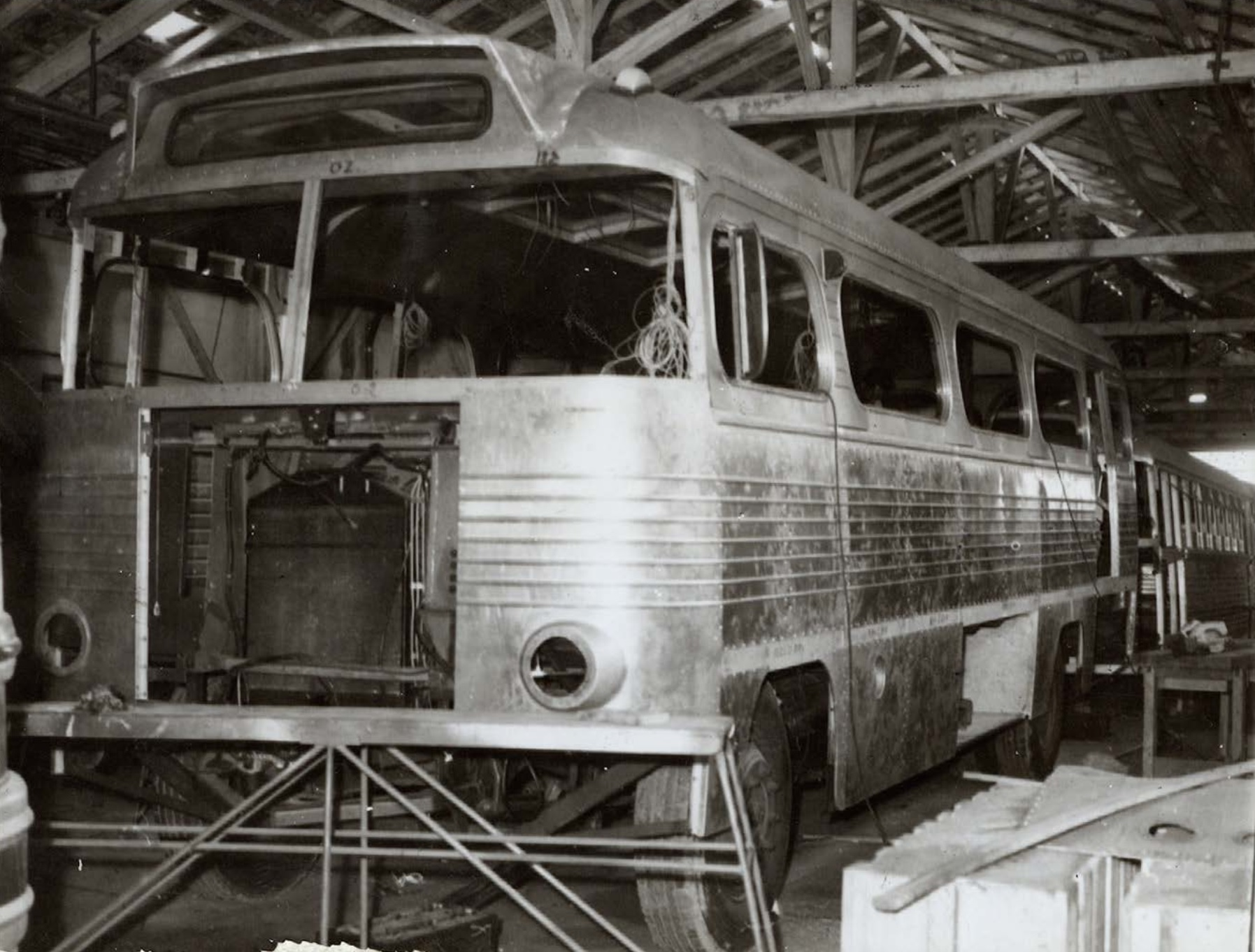
Um dos primeiros ônibus fabricados pela Ciferal, 1959.
Arquivo Nacional

Em 1948 Fritz Weissmann entrou como sócio na criação da empresa Fábrica de Carrocerias Metropolitana, especializada no projeto e fabricação de carrocerias de ônibus em aço e madeira. Weissmann passou a pesquisar métodos de fabricação de carrocerias em duralumínio, através de perfis extrudados. Entre 1951 e 1954 Weissmann construiu três carrocerias de duralumínio, as primeiras do Brasil, que foram exaustivamente testadas com motores e chassis diversos. Apesar do sucesso do projeto, os sócio da Metropolitana eram contra a adoção do duralumínio e entraram em conflito com Weissmann.
Em 1955 Weissman deixou a Metropolitana para fundar sua empresa, a Comércio e Indústria de Ferro e Alumínio (Ciferal).  
Weissmann fundou a Ciferal em outubro de 1955 em um pequeno galpão no bairro de Ramos, Rio de Janeiro. Inicialmente a empresa possuía capacidade de fabricação de dez carrocerias de duralumínio por mês. Por falta de encomendas, dado que o veículo de duralumínio era mais caro, passou o ano de 1956 reformando e revendendo micro-ônibus usados (os chamados "lotações", inventados por Weissmann no final dos anos 1940, quando era sócio na CIRB   O primeiro veículo, ônibus urbano, acabou fabricado em maio de 1957, construído sobre um chassi Mercedez Benz LP312. Um incêndio na fábrica acabou limitando a produção de carrocerias a 26 ônibus naquele ano. Em 1958 a Ciferal construiu seu primeiro modelo rodoviário, que incluía um sanitário construído em uma peça única de fibra de vidro. 
Com o crescimento da produção de veículos rodoviários, a empresa construiu de 1959 a 1961 uma nova planta industrial na Avenida Brasil, com cinco mil metros quadrados. A construção da fábrica acabou levando a conflitos com os moradores da favela Ruth Ferreira, situada nos arredores. Em 1962 moradores da favela denunciaram ameaças e coação por parte da Ciferal para abandonarem suas casas enquanto a área da fábrica era ampliada.   
A direção da empresa negou a coação e afirmou que adquiriu a área da favela de particulares.

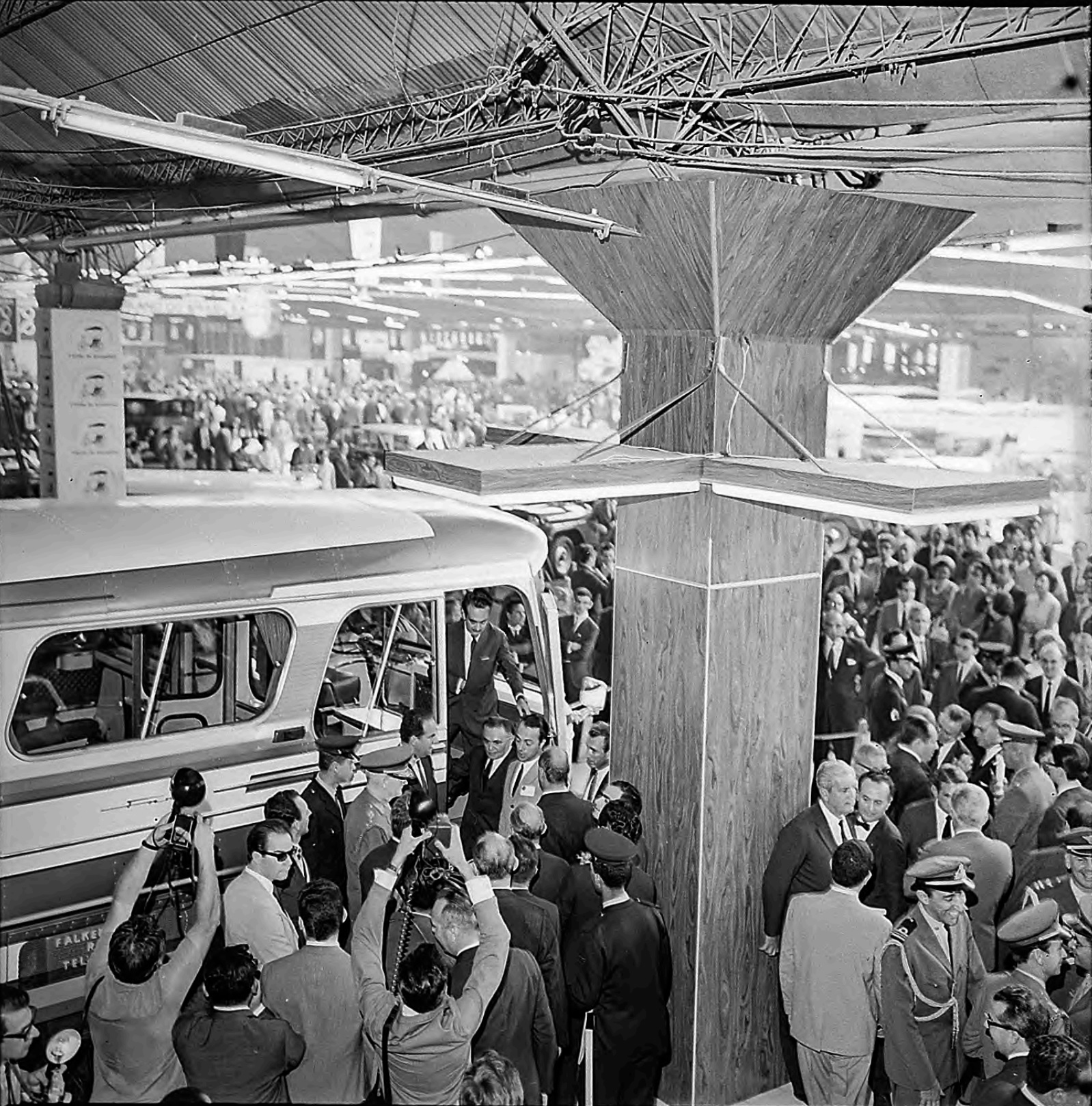
O presidente Castelo Branco visita o protótipo Ciferal-FNM durante o V Salão do Automóvel de São Paulo, 1966.
Arquivo Nacional

As primeiras carrocerias urbanas e rodoviárias foram lançadas em 1958.  Apesar do peso das carrocerias de alumínio ser até 30% menor, o alto custo e o grande número de fabricantes afastaram a Ciferal da fabricação de ônibus urbanos. Em 1962, a empresa passou a se dedicar apenas na produção de ônibus rodoviários. Até o final da década de 1960 a Ciferal se tornou a maior fabricante de carrocerias desse tipo no Brasil. Seu maior cliente era a Viação Cometa.
Do seu início até o final dos anos 1960, a Ciferal não batizou seus modelos, que acabaram apelidadas pelos clientes. A segunda carroceria (sobre chassi Scania B-75) lançada foi batizada "Papo Amarelo" por seu cliente mais famoso, a Viação Cometa, cujos ônibus tinham fundo azul e faixas amarelas na frente, laterais e no teto do veículo. A terceira, empregando chassi Scania B-76 foi batizada pela Cometa de "Flecha de Prata".
Apesar do uso maciço de chassi Scania, essa carroceria acabou sendo usada em chassis LP e LPO da Mercedes, Magirus e FNM. Após apresentar um protótipo de carroceria rodoviária sobre chassi FNM no V Salão do Automóvel de São Paulo em 1966, a Ciferal desenvolveu a carroceria batizada "Líder".  
Weissmann convidou seu irmão Franz Weissmann para desenvolver uma nova versão da “Líder” para a empresa. Franz Weissmann era um artista plástico em ascensão e desenvolveu o projeto da carroceria "Líder 2001".
Desde sua fundação até 1970, a Ciferal concentrou a maior parte de sua produção no mercado de veículos rodoviários por falta de clientes no segmento urbano, que consideravam as carrocerias de duralumínio de maior custo. No final da década de 1960 uma crise econômica fez as encomendas diminuírem e a Ciferal e a Metropolitana quase realizaram uma fusão para evitar a falência. A Metropolitana, porém, foi vendida à Caio anos depois.

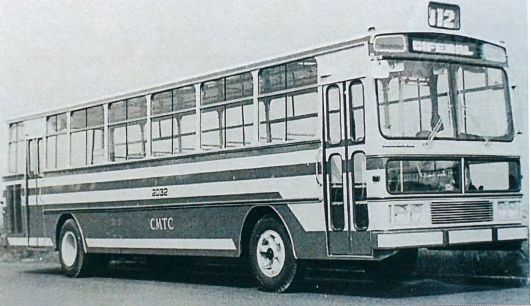
Um dos primeiros ônibus urbanos da Ciferal, fornecido sobre chassi Alfa-Romeo FNM D11000 para a CMTC-SP, início dos anos 1970.

Com uma crise na indústria de carrocerias  (em 1969 a Ciferal fabricou 445 ônibus rodoviários, uma queda de 27,8% em relação a 1968), a empresa passou a estudar a diversificação dos seus produtos e decidiu voltar a fabricar ônibus urbanos.   Fritz Weissmann fez um acordo com a Metropolitana e decidiu não comercializar ônibus urbanos nos estados da Guanabara e Rio de Janeiro , onde a Metropolitana detinha 50% do mercado.
A produção do ônibus urbano foi reativada em 1971, com a fabricação de 105 veículos. Através de consultoria da PUC-Rio , a fábrica no Rio foi ampliada em 1972 e passou para 38824 m2.  A ampliação permitiu que a fábrica tivesse capacidade de produção de 1200 ônibus/ano.
O ônibus "Urbano" Ciferal experimentou um crescimento de vendas e sua produção ultrapassou a dos ônibus rodoviários em 1975 (551 urbanos contra 514 rodoviários). Até o final daquele ano a endividada Metropolitana encerrou suas atividades e sua fábrica e modelos são vendidos para a CAIO, que reativou a sua produção e manteve a liderança do mercado fluminense. Sem a Metropolitana no caminho, a Ciferal passou a vender sua carroceria urbana para o estado do Rio de Janeiro e a produção do modelo urbano cresceu até atingir seu auge em 1979, com 761 carrocerias produzidas. A produção do ônibus urbano foi impulsionada por grandes vendas para Goiânia (40 veículos sob chassi OH 1517 da Mercedes para a Transurb), Curitiba e exportações para a Venezuela (100 veículos sob chassi Mack ).  
A linha urbana alcançou a região norte do país em 1972.
Já a produção de ônibus rodoviários foi renovada. O "Flecha de Prata" deu lugar aos modelos "Líder 2001" , "Rodonave" (Itapemirim)  e "BR-X Dinossauro" (Cometa) o primeiro ônibus rodoviário monobloco construído em duralumínio. Ainda assim, a falta de chassis na indústria em meados de 1974 fez com que as vendas sofressem certa estagnação.
Com o crescimento de sua produção ao longo da década de 1970, a fábrica da Ciferal no Rio começou a trabalhar próximo de sua capacidade máxima (1200 veículos/ano). Em 1976 Fritz Weissmann resolveu criar duas novas fábricas, em Recife (Reciferal) e São Paulo (Ciferal Paulista).
Com três fábricas em operação em 1978, a Ciferal era a terceira maior fabricante de carrocerias, com 12,20% do mercado.  

Trólebus Ciferal Amazonas da CMTC, década de 1980. A produção de trólebus pela Ciferal foi um dos motivos da falência da empresa em 1982.

No final daquele ano a empresa passou a exportar veículos para o Chile e ganhou um dos maiores contratos de sua história, ao vencer a concorrência para fornecer duzentos trólebus para a Companhia Municipal de Transportes Coletivos (CMTC).     
A prefeitura de São Paulo previa adquirir ao todo 1280 trólebus para seu programa de ampliação da rede de transporte. Essa perspectiva incentivou a Ciferal a ampliar novamente sua fábrica e apostar nas futuras concorrências de novos lotes de trólebus para São Paulo. O primeiro veículo foi apresentado com nove meses de contrato, sendo testado nas ruas de São Paulo. A  O alto investimento em uma produção de trólebus fez com que a Ciferal postergasse encomendas de carrocerias para veículos diesel, como o "Tribus" com 96 veículos encomendados pela Itapemirim. Em 1980 corriam boatos no mercado que a empresa enfrentava dificuldades financeiras por conta de disputas com a Ciferal Paulista (que passou de subsidiária a concorrente) e atrasos no pagamento dos trólebus recém fornecidos para a CMTC. A empresa passou a evitar a imprensa, o que aumentou os boatos. Somente em julho de 1981 Fritz Weissmann deu uma breve entrevista para a revista Transporte Moderno tentando acalmar o mercado sobre a situação da empresa.

### Falência
Em novembro de 1981 a Ciferal atrasou os pagamentos de seus funcionários e credores. Cerca de 1300 funcionários paralisaram suas atividades por 24 horas até que a direção da empresa fez um acordo de pagamento.   
O pagamento dos salários de novembro deu-se apenas em 17 de dezembro na Delegacia Regional do Trabalho. 
No mês seguinte, novo atraso no pagamento seguido pelo protesto de 600 operários da empresa. Após a intermediação da Polícia Militar e do Sindicato dos Metalúrgicos, foi realizado um acordo para o pagamento do 13º Salário até 30 de dezembro. Apesar do acordo, a Ciferal não realizou os pagamentos. Em 22 de janeiro de 1982 ocorreram protestos e foi iniciada uma greve geral da fábrica. Os operários pediram a adoção do sistema de co-gestão da empresa.
A Ciferal anunciou um novo acordo de pagamento dos salários de dezembro para o dia 1 de fevereiro de 1982. O pagamento foi adiado para o dia 2. 
Naquele dia os operários em greve compareceram ao pátio da empresa para receber seus salários, porém foram surpreendidos com a presença da tropa do 6º Batalhão de Polícia Militar do Rio de Janeiro. Após a direção da Ciferal anunciar que não pagaria os salários naquele dia, os operários protestaram e foram espancados pela PM. As agressões ocorreram diante da imprensa, sendo que o repórter fotográfico do Jornal do Brasil Antonio Batalha foi agredido e teve o filme de sua câmera apreendido. A Ciferal não pagou os salários pela terceira vez.
A ação da PM repercutiu negativamente na sociedade. Em resposta para a imprensa, o comandante do 6º BPM Coronel Manhães alegou que a PM compareceu na Ciferal à pedido dos seus proprietários.A OAB-RJ chamou a ação da PM na Ciferal de "medieval" e protestou junto às autoridades.  Inicialmente a empresa negou ter solicitado o apoio da PM, porém mais tarde admitiu. O presidente do Sindicato das Indústrias Metalúrgicas chamou a Ciferal de inábil nas negociações com os trabalhadores.Em 11 de fevereiro o governo do Rio exonerou o comandante geral da Polícia Militar, Coronel Nilton Cerqueira,enquanto o Coronel Manhães acabou exonerado do comando do 6º BPM em junho daquele ano.
A ação da PM na Ciferal foi utilizada na campanha das Eleições estaduais no Rio de Janeiro em 1982, sendo criticada pelo candidato Lysâneas Maciel (PT).
| Produção da Ciferal (1967-1982)                              | Produção da Ciferal (1967-1982) | Produção da Ciferal (1967-1982) | Produção da Ciferal (1967-1982) | Produção da Ciferal (1967-1982) | Produção da Ciferal (1967-1982) |
| Ano                                                          | Urbano                          | Rodoviário                      | Intermunicipal                  | Trólebus                        | Total produzido                 |
| ------------------------------------------------------------ | ------------------------------- | ------------------------------- | ------------------------------- | ------------------------------- | ------------------------------- |
| 1967                                                         | -                               | 601                             | -                               | -                               | 601                             |
| 1968                                                         | -                               | 617                             | -                               | -                               | 617                             |
| 1969                                                         | -                               | 445                             | -                               | -                               | 445                             |
| 1970                                                         | -                               | 465                             | -                               | -                               | 465                             |
| 1971                                                         | 182                             | 667                             | 12                              | -                               | 861                             |
| 1972                                                         | 224                             | 685                             | 22                              | -                               | 931                             |
| 1973                                                         | 260                             | 797                             | 30                              | -                               | 1087                            |
| 1974                                                         | 378                             | 578                             | 41                              | -                               | 997                             |
| 1975                                                         | 551                             | 514                             | 57                              | -                               | 1122                            |
| 1976                                                         | 498                             | 629                             | 28                              | -                               | 1155                            |
| 1977                                                         | 399                             | 681                             | 24                              | -                               | 1104                            |
| 1978                                                         | 743                             | 582                             | 53                              | -                               | 1378                            |
| 1979                                                         | 761                             | 388                             | 120                             | -                               | 1269                            |
| 1980                                                         | 639                             | 431                             | 84                              | 128                             | 1282                            |
| 1981                                                         | 417                             | 402                             | 16                              | 74                              | 1183                            |
| 1982                                                         | -                               | -                               | -                               | -                               | 0                               |
| Total tipo                                                   | 5052                            | 6534                            | 487                             | 202                             | 14223                           |
| Fonte: Associação Nacional Dos Fabricantes De Ônibus (Fabus) |                                 |                                 |                                 |                                 |                                 |

### Intervenção Judicial e Estatização
A produção da Ciferal foi reaberta em dezembro de 1982 pela Desinagra, administradora judicial nomeada pela 8ª Vara de Falências do Rio de Janeiro, com a encomenda de três ônibus por uma empresa privada. O novo governador do Rio de Janeiro Leonel Brizola defendeu a salvação da empresa, por considera-la importante para a economia do estado por ser a única fabricante de carrocerias de ônibus do Rio em atividade. Naquele momento o estatal Banco de Desenvolvimento do Rio de Janeiro era o maior credor da empresa. Após assumir o governo do Rio em março de 1983, Brizola encomendou (sem concorrência) dez ônibus para a empresa estatal Companhia de Transportes Coletivos do Rio de Janeiro (CTC-RJ). Com a encomenda, a Ciferal pôde readmitir parte dos seus funcionários.
Em outra frente, o governo do Rio de Janeiro procurou auxiliar a Ciferal a regularizar sua situação fiscal para participar de uma concorrência para o fornecimento de 100 carrocerias de ônibus urbanos para a CTC-RJ. Mais tarde, em julho de 1983, a concorrência foi ampliada para 115 carrocerias com estrutura de alumínio (produto desenvolvido apenas pela Ciferal). Abertas pelo secretário de transportes do estado, José Colagrossi Filho, as duas propostas para a concorrência foram apresentadas pela Marcopolo e pela Ciferal. Enquanto a Marcopolo ofertou cada carroceria por Cr$ 14.527.419,00, a Ciferal apresentou o preço de Cr$ 10.104.981,00 para cada carroceria. A proposta da Ciferal era vista com certo ceticismo, por conta da empresa ainda estar em processo de falência. Mesmo assim, Brizola autorizou a participação da empresa na concorrência.  Diante dos preços apresentados, o Jornal do Brasil de 9 de julho de 1983 declarou a Ciferal vencedora da licitação. No dia seguinte, o jornal publicou uma constrangedora errata informando que o resultado da licitação ainda seria divulgado em 13 de julho de 1983. Enquanto a Ciferal acusou a Marcopolo de não empregar alumínio na estrutura das carrocerias (contrariando o edital), a empresa gaúcha acusou a Ciferal de estar com sua situação fiscal irregular. No fim, o governo do Rio declarou a proposta da Ciferal vencedora.
Apesar do apoio do estado, a Ciferal passou a atrasar as encomendas da CTC-RJ e acabou multada.  Em fevereiro de 1984 a empresa havia entregue apenas 17 das 115 carrocerias encomendadas.
Em abril de 1986 o estado do Rio assumiu o controle acionário da Ciferal, através do Banco de Desenvolvimento do Rio.

### Privatização
Na década de 90, a empresa se muda de Ramos para as instalações da antiga Fábrica Nacional de Motores (FNM), em Xerém (RJ). A empresa foi privatizada na década de 90, ao ser comprada por empresários de ônibus que eram clientes antigos da empresa.

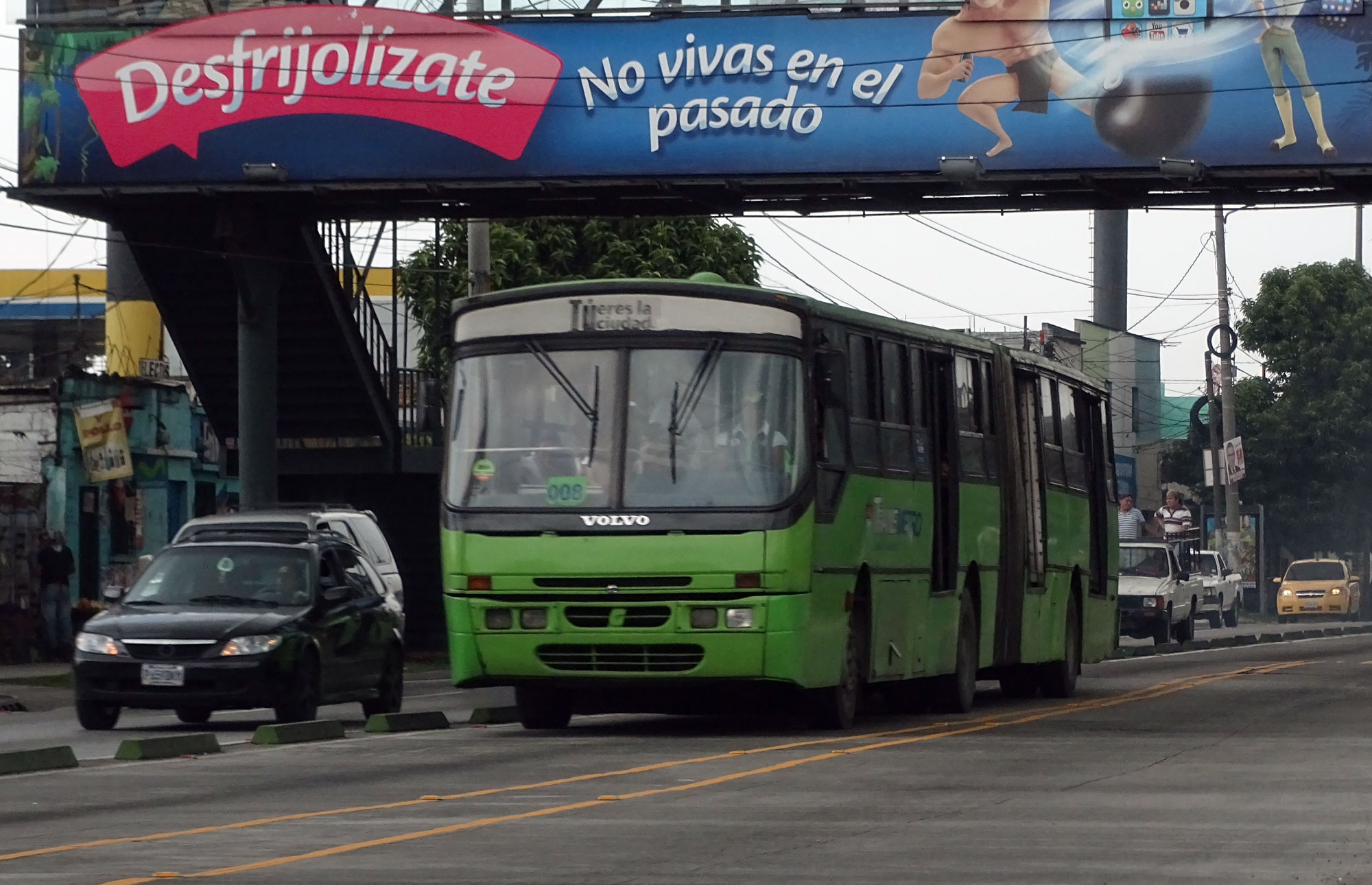
Ciferal GLS Bus na Cidade da Guatemala na Guatemala.

Em 1994 a Marcopolo adquire 49% das ações da empresa e o restante foi adquirido em 2001. A partir daí as linhas dos modelos da Ciferal passaram a ser baseados nos modelos da sua acionária majoritária.
Em dezembro de 2013 a Marcopolo anunciou que iria aposentar de vez a marca Ciferal e que a empresa passará a se chamar Marcopolo Rio, a fabrica da companhia que fica no distrito de Xerém passará a fabricar todos os modelos de ônibus urbanos do grupo, o motivo da mudança de nome foi que nenhum produto com a marca Ciferal é fabricado desde 2008, o investimento total da Marcopolo no estado do Rio de Janeiro será de R$ 55 milhões entre 2013 a 2015, com os investimentos a capacidade produção da fabrica de Xerém passará de 25 para 35 ônibus ao dia.

### Retorno e encerramento dos serviços da fabricante
A Marcopolo havia encerrado as atividades da empresa em dezembro de 2013, adotando o nome "Marcopolo Rio". Contudo, em 11 de março de 2022, a holding anunciou o retorno da razão social "Ciferal Indústria de Ônibus Ltda". Já a razão social "San Marino Indústria de Ônibus Ltda" foi extinta em 31 de março de 2022. O nome fantasia Neobus havia sido mantido, segundo a empresa. Na época, a Marcopolo S.A. não divulgou se novos modelos de carrocerias seriam fabricados, nem se os modelos atuais da San Marino foram descontinuados.  Entretanto, em 29 de maio de 2023, a holding extinguiu definitivamente a razão social, incorporando todos os serviços da Ciferal à Marcopolo. 

### Subsidiárias

#### Ciferal Paulista

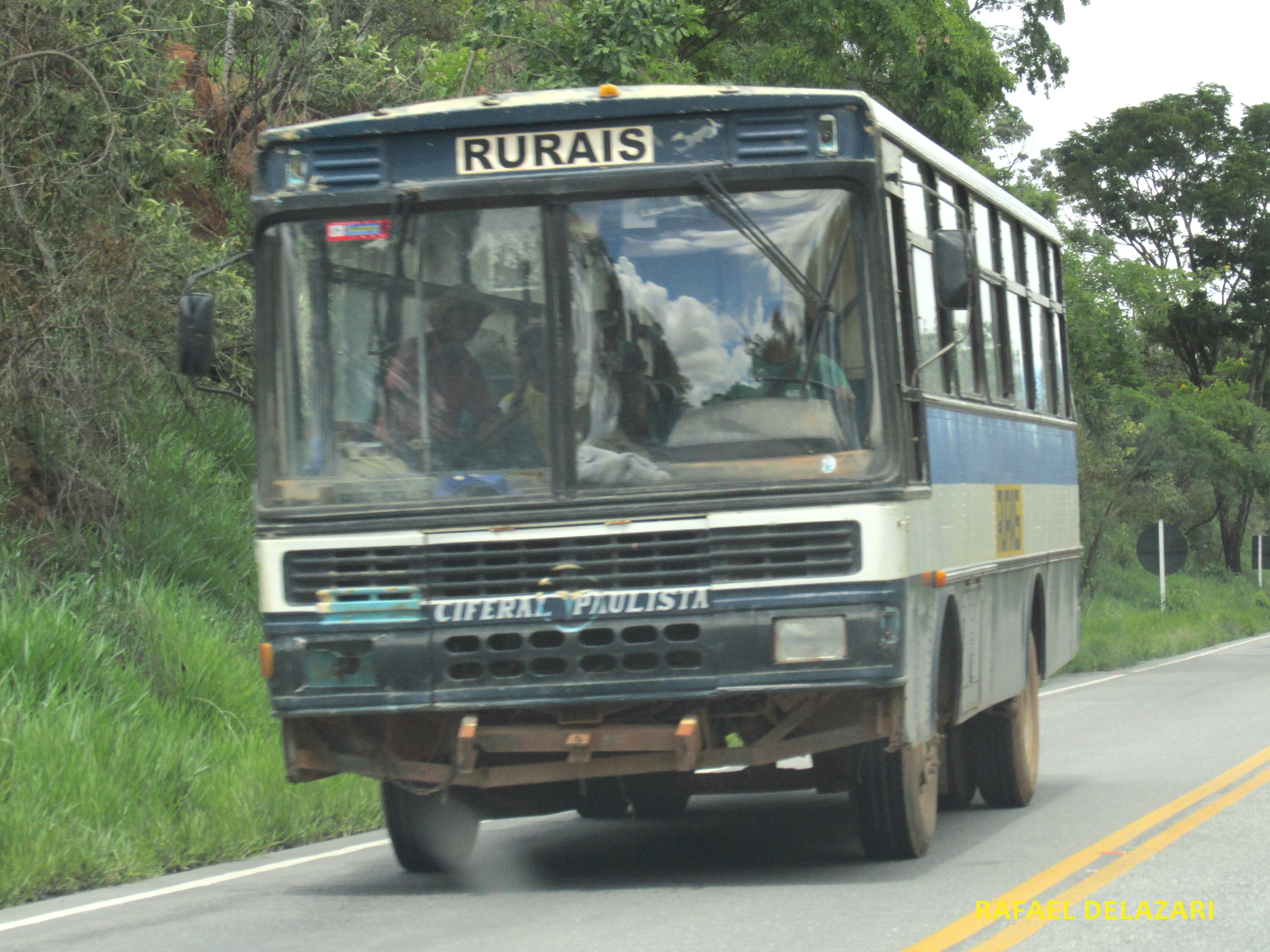
Um antigo ônibus urbano fabricado pela Ciferal Paulista prestando serviços como ônibus rural.

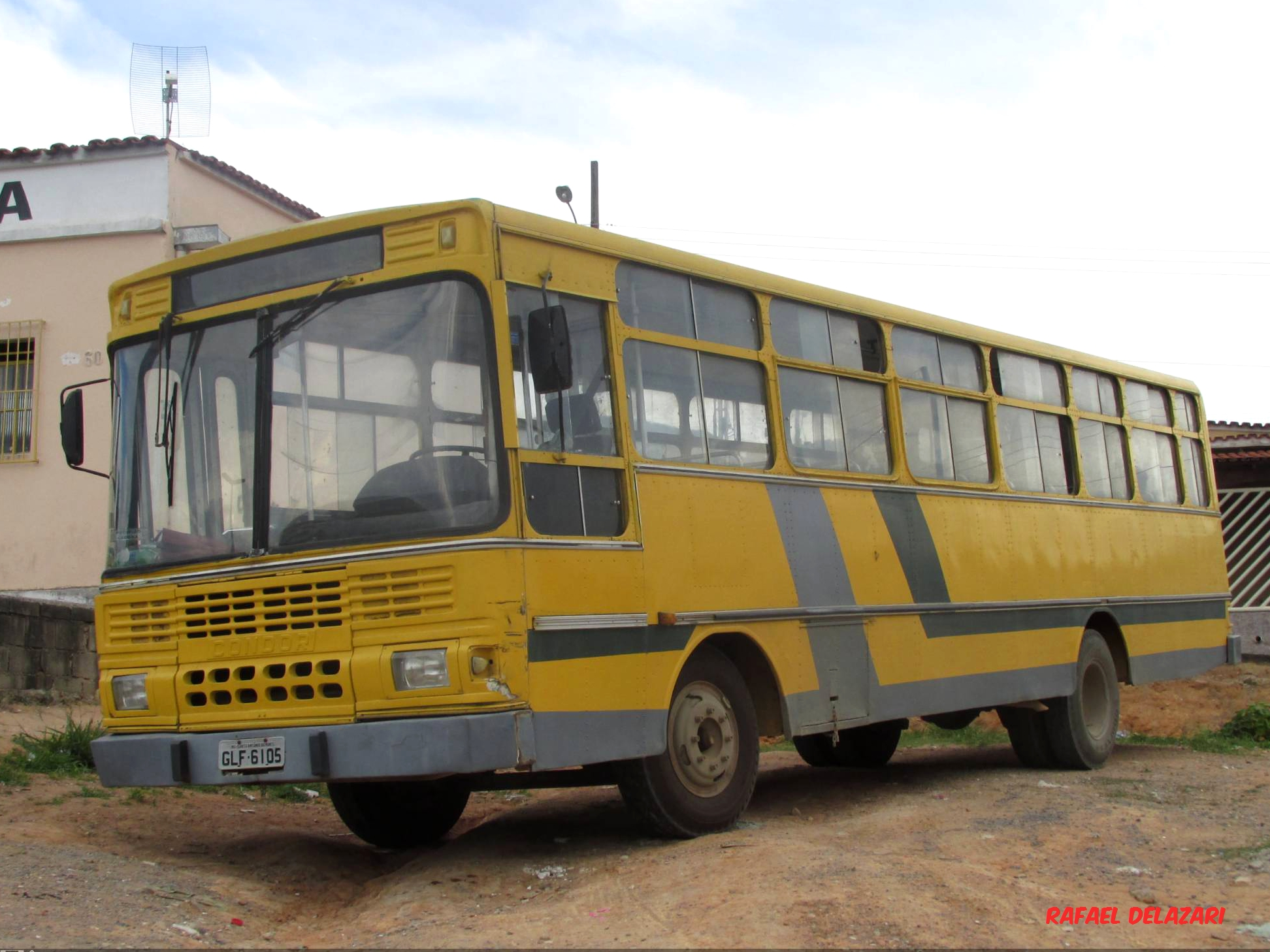
Ônibus antigo sem modelo definido construído pela extinta Condor, sucessora da Ciferal Paulista.

Fritz Weissmann, nos primeiros anos da Ciferal, contratou como fotógrafo Fritz Neuberger. Neuberger cresceu dentro da fábrica até se tornar diretor e sócio minoritário da empresa. Quando a Ciferal optou por abrir duas subsidiárias, a direção da empresa paulista, criada em abril de 1976 , foi entregue a Neuberger, que recebeu metade das ações da filial. Dessa forma, a Ciferal Paulista ficou dividida entre Weissmann e Neuberger. Ao assumir a Ciferal Paulista, Neuberger optou por deixar a Ciferal. Posteriormente conseguiu assumir o controle acionário da Ciferal Paulista e a tornou independente praticamente sem oposição de Weissmann, o que permitiu a Neuberger fabricar carrocerias à partir de 1978 empregando todos os desenhos e patentes da Ciferal. A Ciferal Paulista passou a competir com a Ciferal oferecendo veículos idênticos, com qualidade e preços inferiores e, ao mesmo tempo, ingressou com ação judicial para registrar a marca "Ciferal" com exclusividade. Parte dos veículos produzidos pela Ciferal Paulista foi comercializada com a marca "Ciferal", gerando reclamações da empresa do Rio e de clientes das duas empresas.
A Ciferal Paulista alterou sua marca para "Condor" em fevereiro de 1982. A nova empresa teve vida curta e entrou em concordata em dezembro de 1983, fechando as portas em abril de 1985. Sua massa falida foi adquirida por um grupo de empresários paulistas liderados por Antonio Thamer, formando uma nova empresa batizada Thamco.
| Produção da Ciferal Paulista (1978-1981)                     | Produção da Ciferal Paulista (1978-1981) | Produção da Ciferal Paulista (1978-1981) | Produção da Ciferal Paulista (1978-1981) | Produção da Ciferal Paulista (1978-1981) | Produção da Ciferal Paulista (1978-1981) |
| Ano                                                          | Urbano                                   | Rodoviário                               | Intermunicipal                           | Especial                                 | Total produzido                          |
| ------------------------------------------------------------ | ---------------------------------------- | ---------------------------------------- | ---------------------------------------- | ---------------------------------------- | ---------------------------------------- |
| 1978                                                         | 246                                      | -                                        | 28                                       | -                                        | 274                                      |
| 1979                                                         | 306                                      | 1                                        | 53                                       | -                                        | 360                                      |
| 1980                                                         | 757                                      | 9                                        | 14                                       | -                                        | 780                                      |
| 1981                                                         | 1174                                     | 2                                        | 7                                        | -                                        | 1183                                     |
| Total tipo                                                   | 2483                                     | 12                                       | 102                                      | -                                        | 2597                                     |
| Fonte: Associação Nacional Dos Fabricantes De Ônibus (Fabus) |                                          |                                          |                                          |                                          |                                          |

## Modelos Marcopolo produzidos nesta fábrica

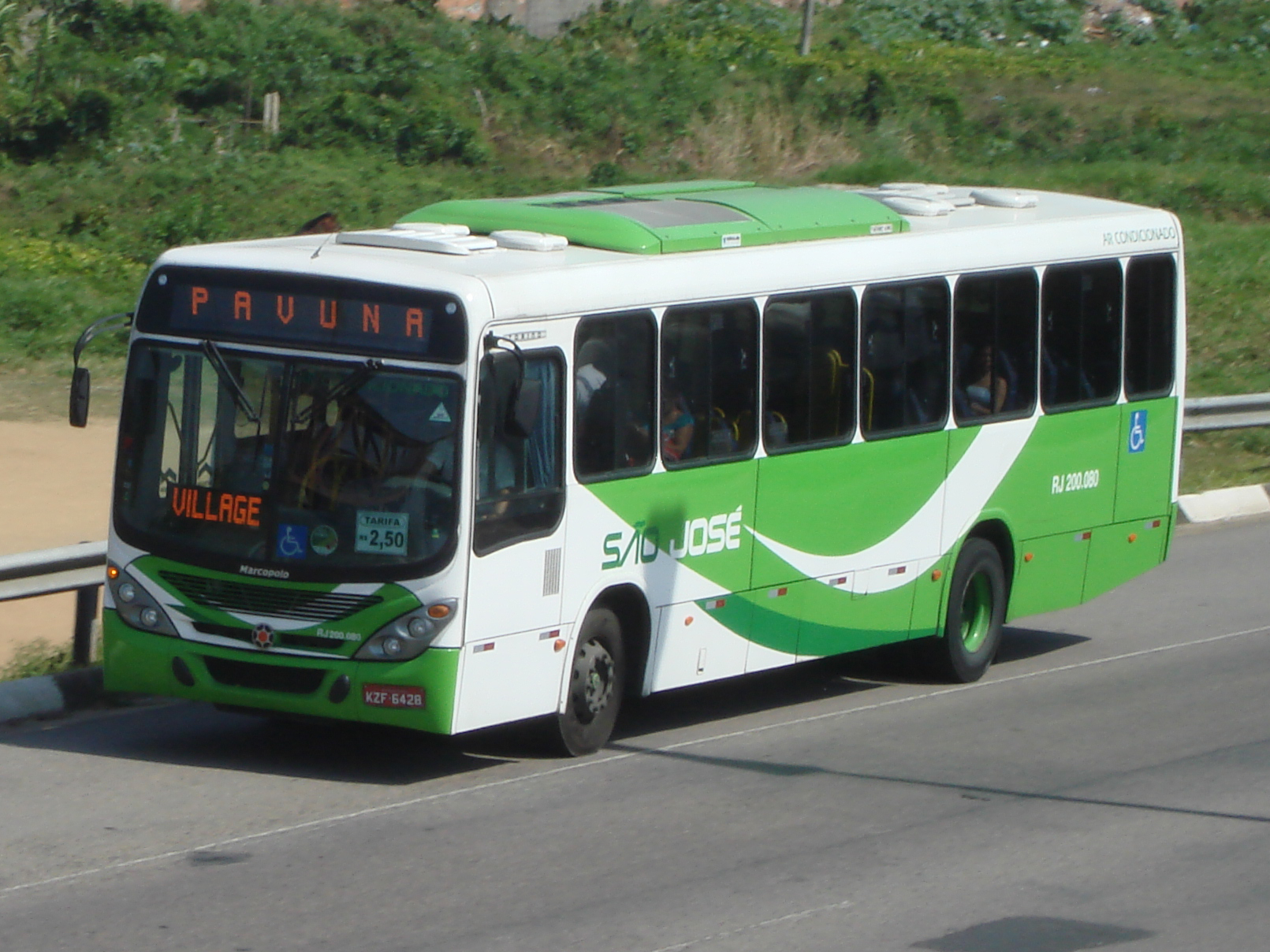
Marcopolo Torino 2007 da Viação São José produzido na fabrica da Ciferal.

- Torino[77] Marcopolo Torino 2007 da Viação São José produzido na fabrica da Ciferal.

## Modelos descontinuados

### Urbanos

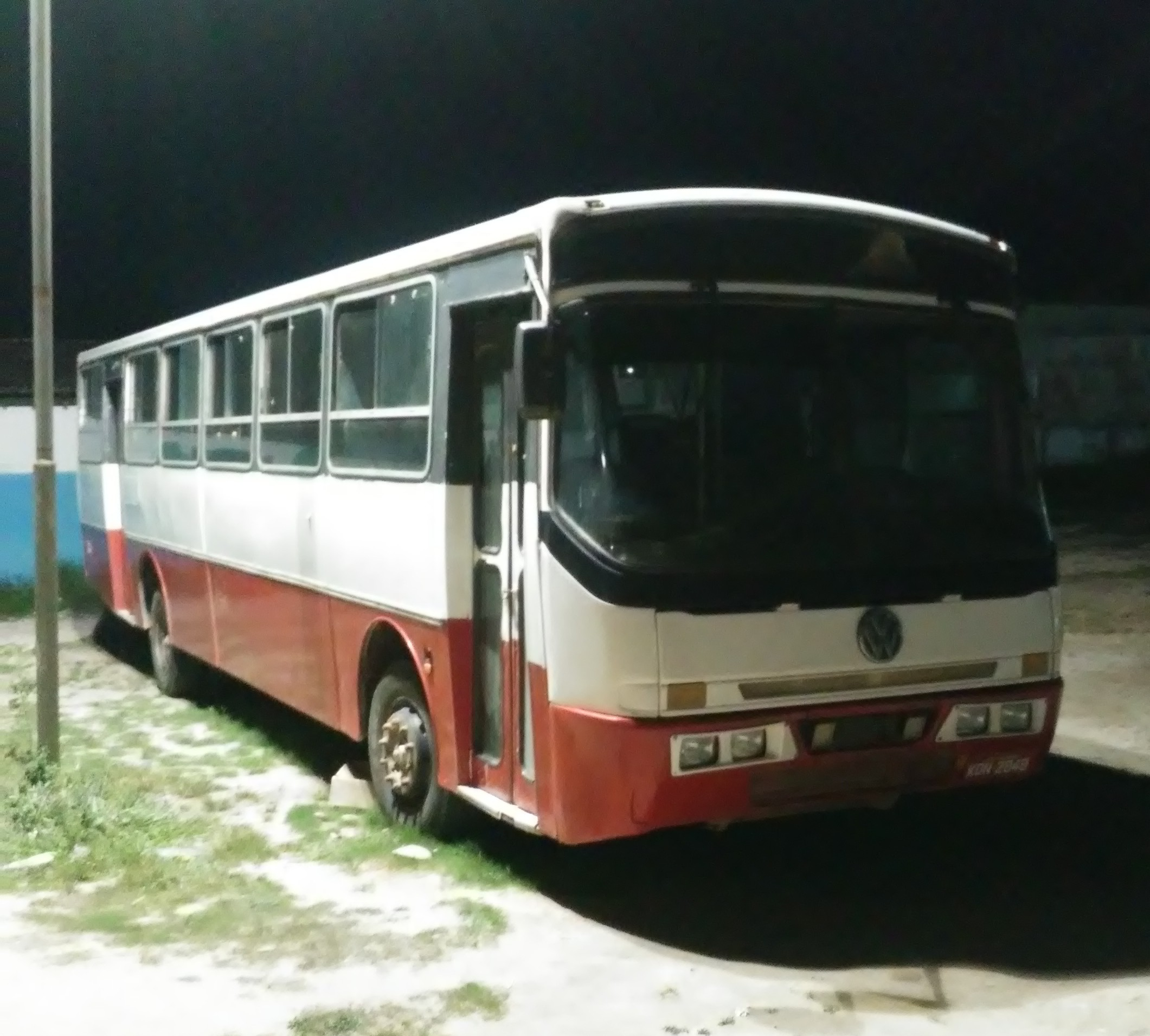
Ciferal GLS Bus Volkswagen 16-180 CO em São Miguel das Matas, na Bahia.

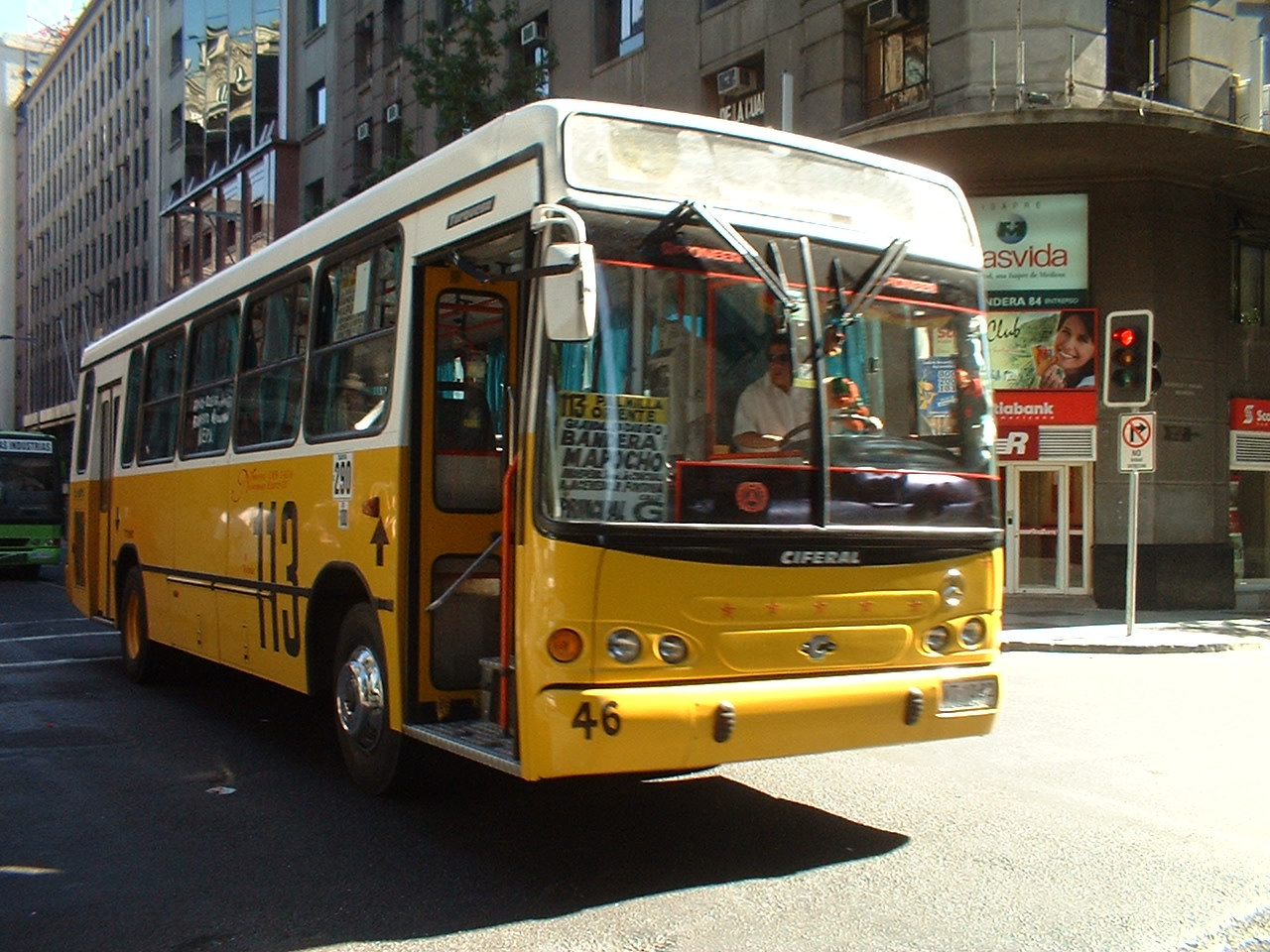
Ciferal Turquesa com motor traseiro em Santiago no Chile.

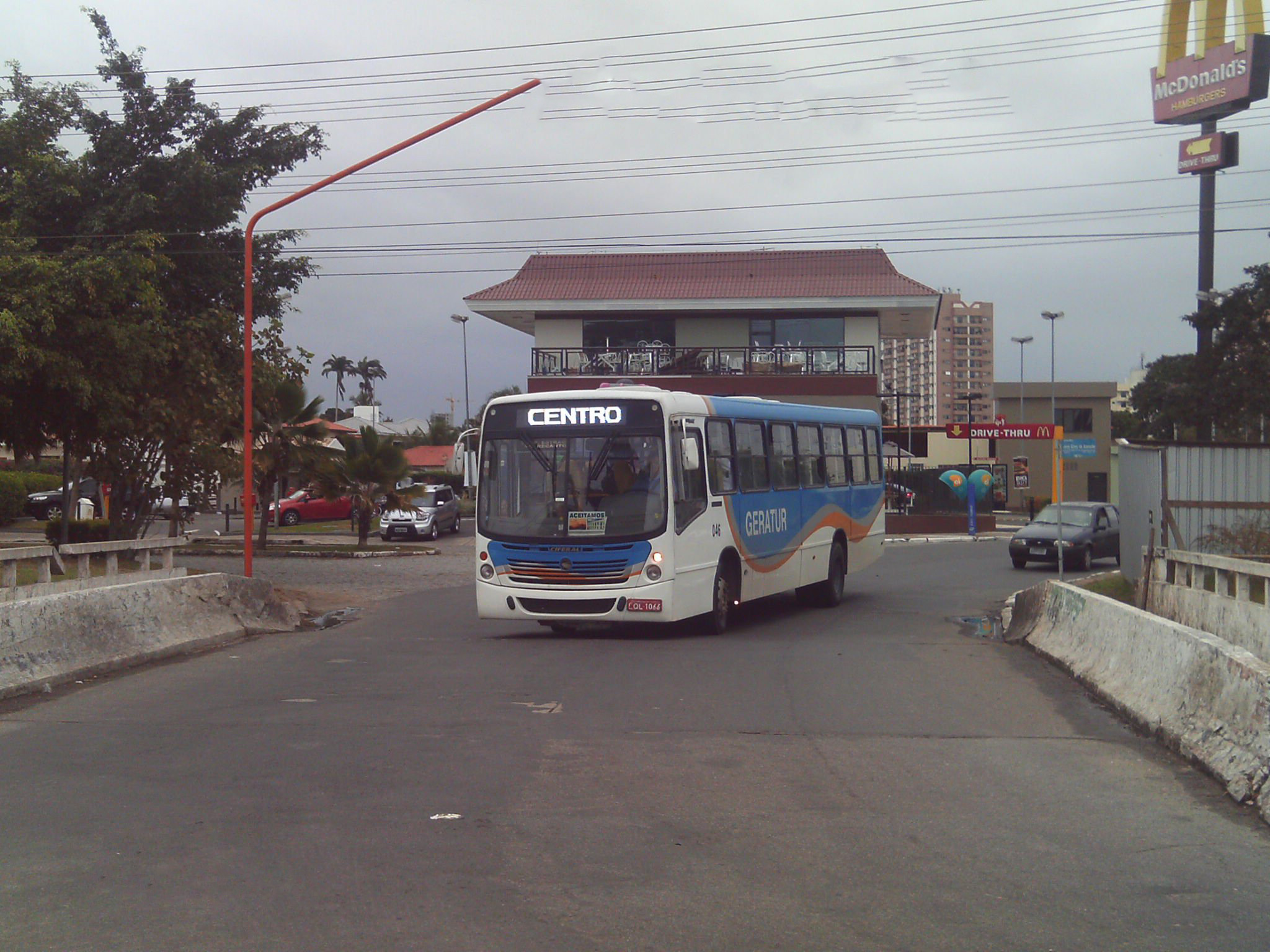
Ciferal Citmax na cidade de Campos dos Goytacazes no estado do Rio de Janeiro no Brasil.

- Cisne (1961-1969)
- Urbano (1970-1978)
- Tocantins (1978-1983)
- Solimões (1981-1982)
- Padron Amazonas/Briza (1982-1985)
- Fênix (1983-1986)
- Padron Alvorada (1985-1991)
- Jardineira (1990-1992)
- Padron Rio (1991-1994)
- Mega Bus Bi-Articulado (1992-1992)
- Mega Bus (1991-1994)
- GLS Bus (1994-1998)
- Padron Cidade I (1997-1998)
- Padron Cidade II (1998-1999)
- Turquesa (1999-2003)
- Citmax (2003-2008)

### Micros
- Micron (1986-1992)
- Agilis (1997-2019)
- Agilis II (1998-2000)
- Minimax (2004-2007)

### Intermunicipais
- Tapajós (1981-1989)
- GLS Intermunicipal (1994-1998)

### Rodoviários
- Papo Amarelo (1960-1969)
- Flecha de Prata (1964-1974)
- Turbo Jumbo (1969-1974)
- Líder (1969-1982)
- Dinossauro (1972-1982; 1985-1987)
- Dinossauro II (?)
- Araguaia (1979-1982)
- Iguaçu (1983-1988)
- Pódium (1988-1992)
- Cursor (1994-1995)